# Ferecide di Atene
Ferecide di Atene (in greco antico: Φερεκύδης?, Pherekýdēs; in latino Pherecydes; Atene, ... prima metà del V secolo a.C. – ...; fl. V secolo a.C.) è stato uno scrittore e storico greco antico.

## Biografia
Attivo all'epoca di Milziade o di suo figlio Cimone, Ferecide si occupò sostanzialmente di mitografia, sulle orme di Ecateo di Mileto.

## Opere
Ferecide, secondo la Suda, scrisse alcune opere storico-erudite: in primo luogo gli Αὐτόχθονες (Autóchthones), una storia dell'Attica antica in 10 libri, che ne farebbe il primo attidografo, oltre alle Παραινέσεις δι' ἐπῶν (Esortazioni in versi), la cui paternità è dubbia.
Meglio documentate sono le sue Genealogie, in 10 libri, scritte non per razionalizzare il mito, quanto piuttosto per adeguarsi alle credenze popolari, componendo una raccolta mitografico-genealogica che fu, di fatto, un serbatoio di nozioni per gli scrittori di mitografia. Tipico, inoltre, del suo modo di raccontare era, a quanto si osserva dai frammenti, un periodare che, comunque paratattico come negli altri logografi, concedeva molto spazio ai dettagli narrativi, ai cataloghi ed alle etimologie

## Edizioni
- (DE, GRC) Felix Jacoby, 3, in Die Fragmente der griechischen Historiker, Berlino, Weidmann, 1923-1958.